# Therese de Mecklenburg-Strelitz
Ducesa Therese Mathilde Amalie de Mecklenburg-Strelitz (germană Herzogin Therese Mathilde Amalie zu Mecklenburg-Strelitz; 5 aprilie 1773 – 12 februarie 1839) a fost membră a Casei de Mecklenburg-Strelitz și Ducesă de Mecklenburg. Prin căsătoria cu Karl Alexander, Prinț de Thurn și Taxis, Therese a devenit și membră a Casei de Thurn și Taxis.

## Familie
Therese Mathilde Amalie de Mecklenburg s-a născut la Hanovra ca fiică a lui Carol al II-lea, Mare Duce de Mecklenburg și a primei soții a acestuia, Prințesa Friederike de Hesse-Darmstadt.
La 25 mai 1789, la Neustrelitz, Mecklenburg-Strelitz., Therese s-a căsătorit cu Karl Alexander Prinț Ereditar de Thurn și Taxis, fiu al lui Karl Anselm, Prinț de Thurn și Taxis și a soției acestuia, Ducesa Auguste de Württemberg. Mătușa paternă a Theresei regina Charlotte și soțul ei George al III-lea al Regatului Unit au ajutat la realizarea căsătoriei, în particular ajutând-o pe Therese să-și păstreze credința protestantă. Therese și Karl Alexander au avut șapte copii:
- Prințesa Charlotte Luise (24 martie 1790 – 22 octombrie 1790)
- Prințul Georg Karl (26 martie 1792 – 20 ianuarie 1795)
- Maria Theresia, Prințesă Esterházy de Galántha (6 iulie 1794 – 18 august 1874)
- Prințesa Luise Friederike (29 august 1798 – 1 decembrie 1798)
- Maria Sophia, Ducesă Paul Wilhelm de Württemberg (4 martie 1800 – 20 decembrie 1870)
- Maximilian Karl, Prinț de Thurn și Taxis (3 noiembrie 1802 – 10 noiembrie 1871)
- Prințul Friedrich Wilhelm (29 ianuarie 1805 – 7 septembrie 1825)

De asemenea, Therese a avut și copii nelegitimi cu Contele Maximilian-Emmanuel Lerchenfeld (1772–1809) care s-a căsătorit la 25 mai 1789 cu Maria Anna Philippine Walburga Groschlag von Dieburg, cu care a avut un fiu. Copiii Theresei cu Maximilian-Emmanuel au fost:
- Georg Adolf, Graf von Stockau (1806 - 1865) căsătorit la 25 noiembrie 1830 cu Franziska de Paula Maria Elisabeth, Gräfin von Fünfkirchen; au avut copii
- Amalie Adlerberg (1808 - 1888) căsătorită la Köfering, la 31 august 1825 cu Georg-Alexander, Freiherr von Krüdener; au avut copii

În 1790 ambasadorul francez în Marea Britanie a spus că soțul Theresei a fost luat în considerare pentru noul tron al Țărilor de Jos Austriece și că mătușa Theresei, regina Charlotte, a sprijinit acest lucru; acestea s-au dovedit a fi zvonuri nefondate, Charlotte și soțul ei, George al III-lea credeau că soțul Theresei deține un rang insuficient pentru regalitate.